# Garrey Carruthers
Pour les articles homonymes, voir Carruthers.
Garrey Edward Carruthers (né le 29 août 1939) est un homme politique américain, membre du Parti républicain. Il est gouverneur du Nouveau Mexique de 1987 à 1991, actuellement doyen du College of Business de l'université d'État du Nouveau-Mexique.

## Biographie
Docteur en économie de l'université d'État de l'Iowa, Carruthers fut assistant spécial du secrétaire fédéral à l'agriculture sous l'administration Ford (1974 à 1975), directeur du New Mexico Water Resources Research Institute de l'Université du Nouveau Mexique, secrétaire du Parti Républicain au Nouveau Mexique de 1977 à 1979, et assistant du Secrétaire de l'Intérieur, des Terres et Ressources (Secretary of Interior for Land and Resources) de 1981 à 1984 avant d'être élu gouverneur du Nouveau Mexique. Il bat alors le gouverneur démocrate sortant, Toney Anaya, en focalisant sa campagne sur le rétablissement de l'application de la peine de mort.
Après ce poste de gouverneur, il fut PDG de Cimarron Health Plan de 1993 à 2003, et fut également nommé, toujours en 1993, secrétaire général de l'Advancement of Sound Science Center (TASSC), un think tank financé par Philip Morris et l'industrie du tabac afin de promouvoir des expertises scientifiques de mettre en doute la nocivité du tabac, et ainsi de s'opposer aux réglementations plus restrictives sur celui-ci.
Carruthers fut nommé, en 2008, au conseil d'administration de la First State Bank, qui opère au Nouveau Mexique, Colorado, Utah et Arizona.